# Afontova Gora
 Afontova Gora es un complejo de sitios arqueológicos siberiano del Paleolítico superior tardío ubicado en la orilla izquierda del río Yenisei, cerca de la ciudad de Krasnoyarsk, Rusia. Tiene vínculos culturales y genéticos con la gente de Mal'ta-Buret. El complejo fue excavado por primera vez en 1884 por I. T. Savenkov.
El complejo, que consta de múltiples capas estratigráficas, tiene cinco o más campamentos. En estos campamentos se muestra evidencia de caza de mamuts y probablemente fueron el resultado de una expansión de cazadores de mamuts hacia el este. Los fósiles humanos descubiertos en el sitio se almacenaron en el Museo del Hermitage.

## Sitios
Afontova Gora II es el sitio donde se encontraron los restos fósiles humanos. Fue excavado por primera vez en 1912-1914 por V. I. Gromov. En 1924, G. P. Sosnovsky, NK Auerbach y V. I. Gromov descubrieron los primeros fósiles humanos en el sitio. Restos de mamut, zorro ártico, liebre ártica, reno, bisonte y caballo también fueron descubiertos en el sitio.
Afontova Gora II consta de 7 capas. La capa 3 es la más significativa: produjo la mayor cantidad de artefactos culturales y es donde se descubrieron los restos fósiles humanos. Más de 20,000 artefactos fueron descubiertos en ella: más de 450 herramientas y más de 250 artefactos óseos (huesos, astas, marfil). Los fósiles de dos individuos distintos se descubrieron en las excavaciones iniciales: el premolar superior de un niño de 11 a 15 años y el radio izquierdo, cúbito, húmero, falange y hueso frontal de un adulto.
Afontova Gora III es el sitio donde la excavación inicial fue realizada por I. T. Savenkov en 1884. Fue perturbado por actividades mineras a fines de la década de 1880. Consta de 3 capas.
Afontova Gora V fue descubierta en 1996. Restos de liebre, pika, león cavernario, caballo, reno, bisonte y perdiz fueron descubiertos en el sitio.

## Restos humanos

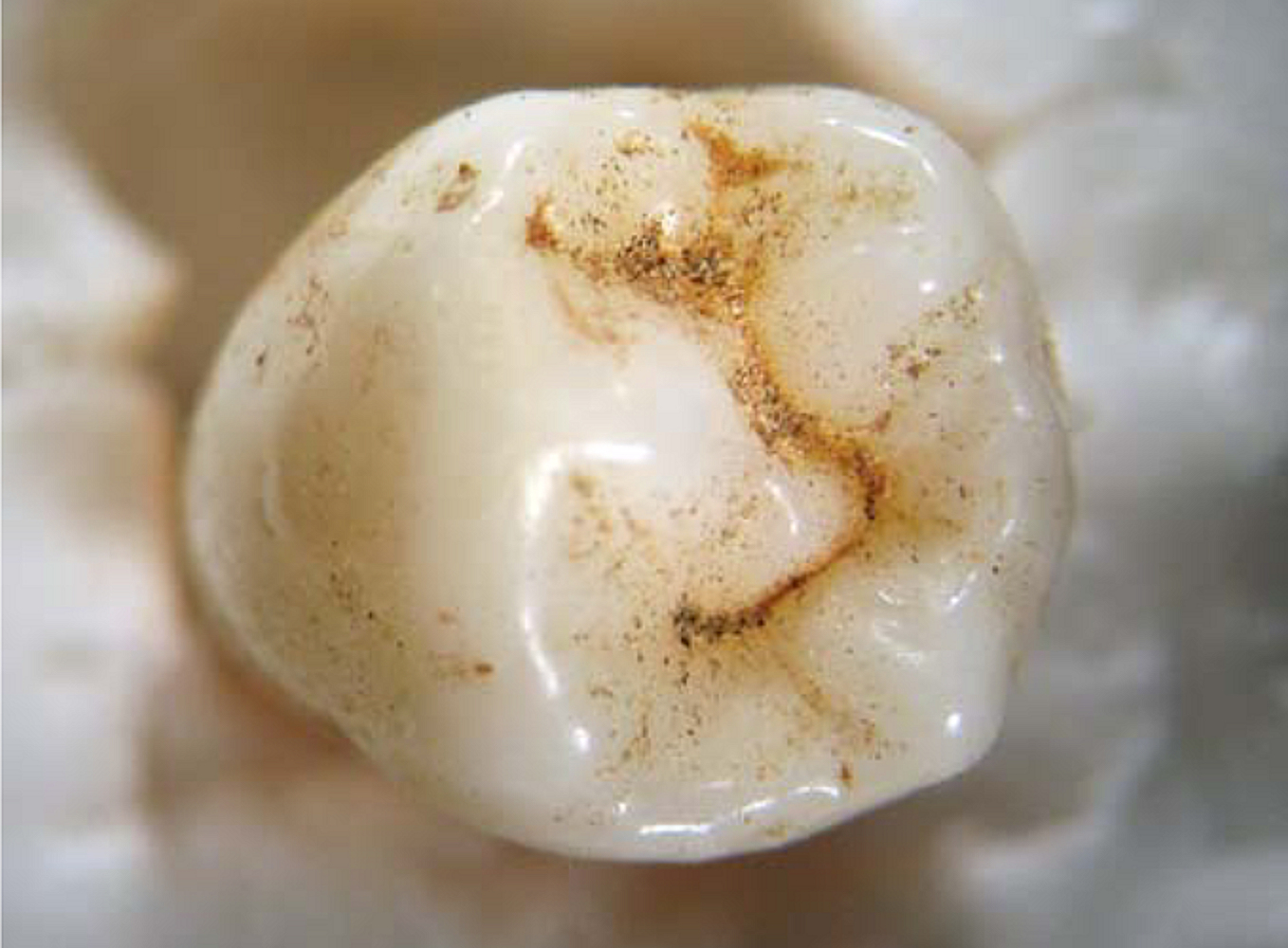
Diente procedente del yacimiento Afontova Gora II

Los cuerpos de dos individuos, conocidos como Afontova Gora 2 (AG-2) y Afontova Gora 3 (AG-3) fueron descubiertos dentro del complejo. (El nombre Afontova Gora 1 se refiere a los restos de un cánido.) 

### Afontova Gora 2
Los restos fósiles humanos de AG-2 se descubrieron en la década de 1920 en el sitio y se almacenaron en el Museo del Hermitage. Los restos están datados en alrededor de 17,000 antes del presente (16,930-16,490 AP ). 
En 2009, investigadores visitaron el Museo del Hermitage y extrajeron ADN del húmero de Afontova Gora 2. A pesar de la contaminación significativa, lograron extraer genomas de baja cobertura. El análisis de ADN confirmó que el individuo era hombre.
El individuo mostró afinidades genéticas cercanas a Mal'ta 1 (niño de Mal'ta). AG-2 también mostró más afinidad genética con las personas karitiana en comparación con los chinos han. Alrededor del 1.9-2.7% del genoma fue de origen neandertal.
Según Fu et al., AG-2 pertenece a un haplogrupo Y-DNA ahora raro, Q1a1 (también conocido como Q-F746 y Q-NWT01). 

### Afontova Gora 3
En 2014, se descubrieron más restos de fósiles humanos en Afontova Gora II durante la excavación de rescate antes de la construcción de un nuevo puente sobre el río Yenesei. Los restos pertenecían a dos mujeres diferentes: el atlas de una adulta y la mandíbula y cinco dientes inferiores de una adolescente (Afontova Gora 3), se estima que de alrededor de 14 a 15 años de edad. Inicialmente, se presumía que los nuevos hallazgos eran aproximadamente contemporáneos con Afontova Gora 2. En 2017, la datación directa por AMS reveló que AG-3 data de alrededor de 16,130-15,749 a. C (14,710 ± 60 AP).
La mandíbula de Afontova Gora 3 fue descrita como grácil.
Los investigadores que analizaban la morfología dental de Afontova Gora 3 concluyeron que los dientes mostraban características distintas con mayor similitud con otro fósil (el niño Listvenka) de la región de Altái-Sayan y no eran ni occidentales ni orientales. Afontova Gora 3 y Listvenka mostraron características dentales distintas que también eran diferentes de otros fósiles siberianos, incluidos los de Mal'ta.
El ADN se extrajo de uno de los dientes de Afontova Gora 3 y se analizó. En comparación con Afontova Gora 2, los investigadores pudieron obtener genomas de mayor cobertura de Afontova Gora 3. El análisis de ADN confirmó que se trataba de una mujer. Los análisis de ADNmt revelaron que AG 3 pertenecía al Haplogrupo R1b. Alrededor del 2,9-3,7% del genoma fue de origen neandertal.
En un estudio de 2016, los investigadores determinaron que Afontova Gora 2, Afontova Gora 3 y Mal'ta 1 (niño de Mal'ta) compartían ascendencia común y fueron agrupados dentro del grupo Mal'ta. Genéticamente, Afontova Gora 3 no está más cerca de Afontova Gora 2 en comparación con Mal'ta 1. En comparación con Mal'ta 1, el linaje Afontova Gora 3 aparentemente contribuyó más a los humanos modernos y está genéticamente más cerca de los nativos americanos.
El análisis fenotípico muestra que Afontova Gora 3 porta el alelo derivado rs12821256 asociado con el color del cabello rubio en los europeos, lo que convierte a Afontova Gora 3 en el primer individuo conocido portador este alelo derivado.